# 120mm minomet vz. 82
Minomet vz. 82 PRAM-L ráže 120 mm – zkratka ze slov praporní minomet – je dělostřelecká zbraň s hladkou hlavní. Slouží především k umlčování a ničení živé síly, dále také může sloužit k oslepení protivníka použitím dýmových min, k boření různých krytů, okopů, palebných postavení zbraní a prostředků nepřítele od vzdálenosti 250–8000 m. Minomet je pomocí lehkého přídavného podvozku přizpůsoben k přepravě za automobilem, snadno a rychle jej lze demontovat z podvozkové části a připravit ke střelbě. Původně byl minomet tažen vozy PV3S; od roku 2017 slouží k přepravě minometů nákladní automobily Tatra 815-7 8×8 FORCE. Zbraň i se zásobou munice je vezena na korbě, je možná i přeprava vlekem na zvláštním podvozku. Obsluhu minometu tvoří standardně velitel minometu, mířič a nabíječ. Armáda České republiky má ve výzbroji 85 kusů minometu vz.82.
Odpalování miny je nastavitelné – lze využít automatické odpálení po dosednutí miny na úderník nebo lze odpalovat ručně, natažením úderníku a zatažením za odpalovací šňůru. Základní dálka střelby se nastavuje na mině – volbou použitého množství náplně, domíření se provádí úpravou náměru. Dostup miny dosahuje až 4000 m (výška). Obdobně jako u jiných dělostřeleckých zbraní při správné metodice výpočtu jde třetí rána na cíl (pouze nepřímá střelba). V případě přímého zásahu ničí spolehlivě i obrněnou techniku, včetně tanků.
Pro výcvikové účely se používá mina s cvičným (slepým) kulometným nábojem místo náplně, samozřejmě bez výbušniny. Náboj prázdnou minu vyhodí z minometu (+- metr).
Zajímavost: jelikož je mina do minometu vkládána odjištěná, je nutné ji v případě selhání „vylévat“ a to tak, aby ji dotyčný zachytil, a zároveň nedopustil její náraz, případně jiný kontakt s roznětkou.

## Technické údaje
- Celková hmotnost: 240 kg
- Bojová hmotnost: 178 kg
- Obsluha: 3 osoby
- Délka hlavně: 1700 mm
- Náměr: +40° až +85°
- Odměr: 8°
- Minimální dálka střelby: 250 m
- Maximální dálka střelby: 8000 m
- Rychlost střelby: 10–12 ran/min
- Hmotnost miny: 16 kg